# Deutsche Schwimmmeisterschaften 1885
Die 3. Deutschen Meisterschaften im Schwimmen fanden am 2. August 1885 in Grünau statt, dem heutigen Ortsteil von Berlin. Es wurde eine Strecke von einer englischen Meile (1609 Meter) geschwommen. Sieger wurde Ernst Ritter vom Berliner SV 78 mit einer Zeit von 35:00 Minuten, Zweiter wurde W. Günther aus Berlin.
| Disziplin                | Name         | Verein         | Zeit      |
| ------------------------ | ------------ | -------------- | --------- |
| Englische Meile Freistil | Ernst Ritter | Berliner SV 78 | 35:00 min |